# یواس‌اس ویرجینیان (آی‌دی-۳۹۲۰)
یواس‌اس ویرجینیان (آی‌دی-۳۹۲۰) (به انگلیسی: USS Virginian (ID-3920)) یک کشتی بود که طول آن ۴۹۲ فوت ۰ اینچ (۱۴۹٫۹۶ متر) بود. این کشتی در سال ۱۹۰۳ ساخته شد.